# Фал

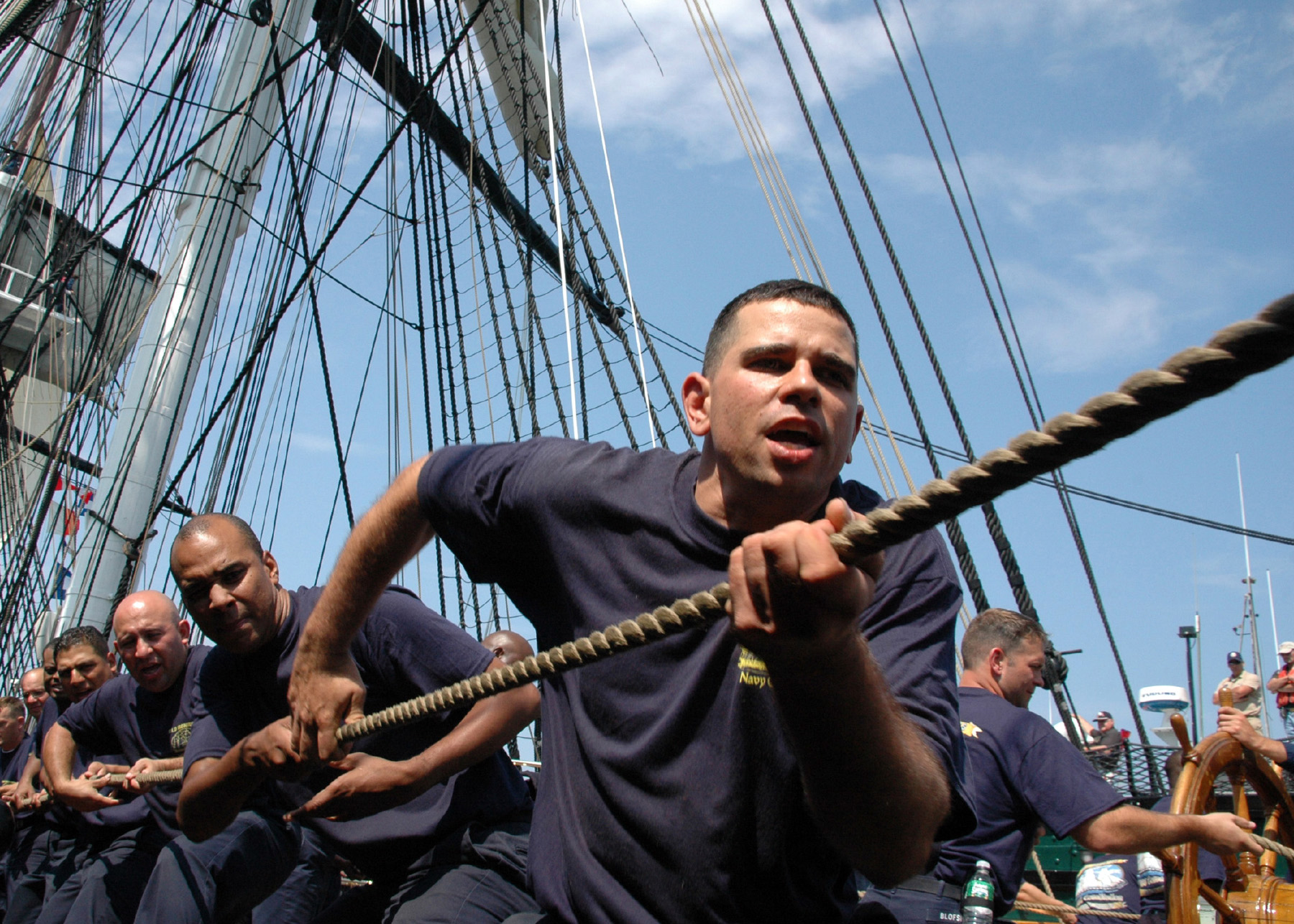
Использование фала

Фал (от нидерл. val) — снасть, предназначенная для подъёма и спуска парусов (грота, стакселя и других), отдельных деталей рангоута (например, реев, стеньг, гафелей), флагов, вымпелов и тому подобного. Фалы, используемые на судах и кораблях, относятся к «бегучему» такелажу.
В качестве фалов применяются металлические, синтетические или растительные тросы. Фал испытывает большую нагрузку при работе.
В зависимости от предназначения фалы получают дополнительное наименование, например, «дирик-фал», «кливер-фал», «стаксель-фал», «сигнальный фал» и другие.
Воднолыжный фал — плавучий трос из синтетических волокон, снабжённый рукояткой на одном конце и крепящийся другим концом к пилону на катере. Служит для буксировки спортсменов-воднолыжников. Аналогично используется в гидрофойле, вейксерфе, вейскейте и вейкборде.
Часто «фалом» называют страховочный трос (например, трос для крепления вытяжного устройства парашюта к самолёту, космонавта — к космическому кораблю при выходе в открытый космос).
«Буксировочным фалом» называется трос, используемый при аэробуксировке планёров, которым соединяется планер и самолёт-буксировщик.